# Agulowie
Agulowie (nazwa własna: агъулар, ros. aгулы) – niewielki naród kaukaski, zamieszkujący południowo-wschodni Dagestan.
Według szacunków na koniec lat dziewięćdziesiątych XX w. liczebność Agulów wynosić miała 15–17 tys. osób (i tak też jest podawana liczba użytkowników języka agulskiego), natomiast podczas przeprowadzonego w 2000 r. na terenie Federacji Rosyjskiej spisu powszechnego, narodowość agulską podało 28,3 tys. osób, z tego w samym Dagestanie 23,3 tys.
Agulowie posługują się językiem agulskim, należącym do zespołu samurskiego języków dagestańskich, choć rozpowszechniona jest także znajomość lezgińskiego oraz azerskiego.
Wierzący Agulowie wyznają islam sunnicki.